# Pappi Corsicato
Pasquale Corsicato, más conocido como Pappi Corsicato (Nápoles, 12 de junio de 1960), es un director de cine y guionista italiano.

## Biografía
Durante la década de 1980, Corsicato siguió cursos de danza y coreografía en Nueva York, en la Alvin Ailey Dance School, y después se formó como actor en la Academia de Arte Dramático.
En 1990 trabajó como ayudante de Pedro Almodóvar durante el rodaje de la película ¡Átame!; en 1991 realizó el cortometraje Libera con Iaia Forte, que más tarde se convirtió en uno de los tres episodios del largometraje del mismo nombre presentado en el Festival de Berlín de 1993. La película ganó el Nastro d'argento a la mejor primera película, el Grolla d'Oro, el Globo d'oro de la Prensa Extranjera y el Ciak d'oro.
En 1995 dirigió I buchi neri, con Iaia Forte, Vincenzo Peluso y Manuela Arcuri, presentada en el Festival de Venecia en la sección Notti Veneziane. Ese mismo año también dirigió el videoclip de Nun te scurdà, una exitosa canción de Almamegretta. En 1997, rodó el episodio La stirpe di Iana en la película colectiva I vesuviani, con Iaia Forte y Anna Bonaiuto. En 2000, puso en escena la ópera Carmen en el Teatro di San Carlo de Nápoles. En 2001 dirigió Chimera. Después de siete años, volvió a la dirección cinematográfica con la película Il seme della discordia, protagonizada por Caterina Murino y Alessandro Gassmann. En 2009 rodó un documental sobre el publicista Armando Testa, Armando Testa - Povero ma moderno, que fue invitado como evento especial al Festival de Venecia en la sección Orizzonti, donde obtuvo el Premio Pasinetti del sindicato de periodistas cinematográficos.
Desde 1994 ha realizado más de 30 documentales sobre arte contemporáneo: sus trabajos se han exhibido en el Tate Modern de Londres, el Centro Pompidou de París y otros museos y festivales nacionales e internacionales. En 2016, realizó un vídeo sobre Pompeya, que recibió numerosos premios en todo el mundo. Posteriormente, realizó el documental Julian Schnabel: Un retrate privado (Julian Schnabel: A Private Portrait), con la participación de numerosos actores y artistas, entre ellos Bono, Al Pacino y Willem Dafoe.
Como actor, prestó su rostro al documental de Laura Betti Pier Paolo Pasolini e la ragione di un sogno (Pier Paolo Pasolini y la razón de un sueño).
Fue director artístico de la fundación "La Colombaia di Luchino Visconti".
Vive y trabaja dividiendo su tiempo entre Nápoles y Roma.
En la película Inside Llewyn Davis, Joel e Ethan Coen rinden homenaje a Pappi Corsicato dando su nombre al gerente del Gaslight Club (interpretado por Max Casella) donde suele actuar el protagonista Llewyn Davis (interpretado por Oscar Isaac).

## Filmografía

### Cine
- Libera (1993)
- I buchi neri (1995)
- La stirpe di Iana, episodio de I vesuviani (1997)
- Chimera (2001)
- Il seme della discordia (2008)
- Il volto di un'altra (2012)
- Perfetta illusione (2022)

### Televisión
- Vivi e lascia vivere – serie de televisión (2020)

### Cortometrajes
- Double tour (1999)
- Troppo breve per toccare il cielo – Too Short For Sky (2001)
- Questione di gusti (2009)
- Portati 'o pigiama (2014)

### Ópera
- Carmen, representada en el Teatro di San Carlo de Nápoles y dirigida por Daniel Oren (2000)
- La voz humana, con música de Francis Poulenc y libreto en francés de Jean Cocteau (2007)

### Videoclips
- Almamegretta - Nun te scurdà (1994)
- Nino D'Angelo - Brava gente (2005)

### Documentales
- La montagna di sale - Mimmo Paladino (1995)
- Offertorio Kounellis (1996)
- I colori della città celeste - Mario Merz (1998)
- Le heaume enchanté - Mimmo Paladino (1998)
- Gilbert and George (1998)
- Le stelle del canyon - Gilberto Zorio (1998)
- Da un momento all'altro - Giulio Paolini (1999)
- Girotondo di capriccio - Luigi Ontani (1999)
- Tribute 21 Rauschenberg (1999)
- Tarantantara - Hanish Kapoor (2000)
- I dormienti - Brian Eno e Mimmo Paladino (2000)
- Mercati di Traiano - Richard Serra (2000)
- Contacto passional, first Biennal of Art of Valencia (2001)
- Tutto nero by Antonio Biasiucci (2002)
- Si dici pittore (2000-2001)
- Avviso ai naviganti (2000-2001)
- Tata Robespierre (2000-2001)
- From Another Planet Earth - Rebecca Horn (2002)
- Video on Tom Friedman at the Prada Foundation (2002)
- Richard Serra: Piazza Plebiscito (2003)
- Triennale at the Charterhouse of Padua (2002-2004)
- Video on Gregory Crewdson (2002)
- Fabro, lavoro Piazza Plebiscito (2004-2005)
- Drama Fairytale (2005)
- In a black and white world murder brings a touch of color (2005)
- inicio documental sobre el Museo d'Arte Contemporanea Donnaregina de Nápoles (2005)
- Sol Lewitt (2005-2006)
- Events on a J. Kounellis Exhibition (2006)
- Ettore Spalletti: ritratto (2007)
- Luigi Ontani al Museo di Capodimonte (2009)
- Argento puro
- Argento e Pappi
- Questi fantasmi de Eduardo De Filippo, con John Turturro
- Armando Testa - Povero ma moderno (2009)
- Julian Schnabel: Un retrate privado (Julian Schnabel: A Private Portrait) (2017)
- Salerno Illuminate City (2019)
- Pompei - Eros e Mito (2020)

## Premios y nominaciones
Festival Internacional de Cine de Venecia
| Año  | Categoría                           | Película                          | Resultado |
| ---- | ----------------------------------- | --------------------------------- | --------- |
| 1997 | León de Oro                         | I vesuviani                       | Nominado  |
| 2008 | León de Oro                         | Il seme della discordia           | Nominado  |
| 2008 | Queer Lion                          | Il seme della discordia           | Nominado  |
| 2009 | Premio Pasinetti - Mención Especial | Armando Testa - Povero ma moderno | Ganador   |

David di Donatello
| Año  | Categoría                        | Película                            | Resultado |
| ---- | -------------------------------- | ----------------------------------- | --------- |
| 2019 | Mejor documental de largometraje | Julian Schnabel: Un retrato privado | Nominado  |

Nastro d'argento
| Año  | Categoría                   | Película             | Resultado |
| ---- | --------------------------- | -------------------- | --------- |
| 1994 | Mejor argumento             | Libera               | Nominado  |
| 1994 | Mejor director principiante | Libera               | Ganador   |
| 1996 | Mejor sonido                | I buchi neri         | Nominado  |
| 2013 | Mejor sonido                | Il volto di un'altra | Nominado  |

Globo d'oro
| Año  | Categoría                   | Película | Resultado |
| ---- | --------------------------- | -------- | --------- |
| 1993 | Mejor director principiante | Libera   | Ganador   |

Ciak d'oro
| Año  | Categoría                   | Película | Resultado |
| ---- | --------------------------- | -------- | --------- |
| 1994 | Mejor director principiante | Libera   | Ganador   |
| 1994 | Mejor diseño de producción  | Libera   | Nominado  |
| 1994 | Mejor guion                 | Libera   | Nominado  |
| 2001 | Mejor diseño de vestuario   | Chimera  | Nominado  |
| 2001 | Mejor diseño de producción  | Chimera  | Nominado  |

Festival Internacional de Cine de Montreal
| Año  | Categoría                | Película | Resultado |
| ---- | ------------------------ | -------- | --------- |
| 2001 | Grand Prix des Amériques | Chimera  | Nominado  |

Festival de Cine de Roma
| Año  | Categoría            | Película             | Resultado |
| ---- | -------------------- | -------------------- | --------- |
| 2012 | Marco Aurelio de Oro | Il volto di un'altra | Nominado  |

Bellaria Film Festival
| Año  | Categoría         | Película | Resultado |
| ---- | ----------------- | -------- | --------- |
| 1993 | Premio Casa Rossa | Libera   | Ganador   |